# Dolichopus squamicilliatus
Dolichopus squamicilliatus är en tvåvingeart som beskrevs av Harmston 1966. Dolichopus squamicilliatus ingår i släktet Dolichopus och familjen styltflugor.
Artens utbredningsområde är Colorado. Inga underarter finns listade i Catalogue of Life.